# Lophotyna albosignata
Lophotyna albosignata là một loài bướm đêm trong họ Noctuidae.